# 大灣清濟宮
大灣清濟宮是一座位於今台南市學甲區大灣里的道教廟宇，創建於1878年（光緒四年），1984年重建，主祀水官大帝，陪祀保生大帝，在1988年年退出學甲慈濟宮主持的上白礁謁祖祭典，並於1990年開始在蘆竹溝港舉辦請水火尋根謁祖大典，遶境隊伍前設有台灣廟會中少見的通報遶境路線上的廟宇接駕的兩名吹海螺手。